# Eastford
Eastford är en kommun (town) i Windham County i delstaten Connecticut, USA. Vid folkräkningen år 2000 bodde 1 618 personer på orten. Den har enligt United States Census Bureau en area på totalt 75,6 km² varav 0,9 km² är vatten.